# Orgel van Christ Cathedral

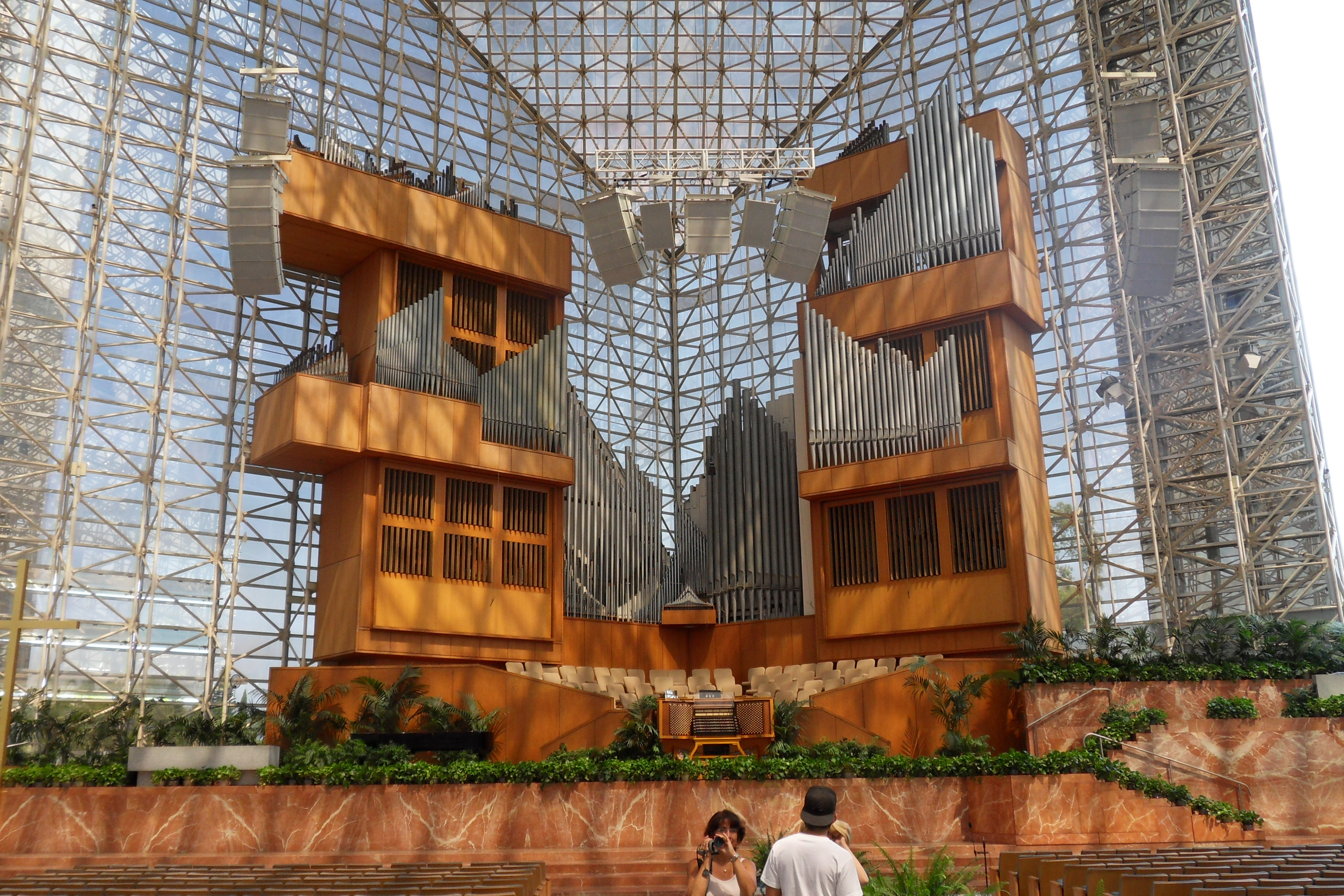
Hoofdorgel

Het orgel van Christ Cathedral, ook wel Hazel Wright orgel genoemd, in Garden Grove (Californië) is een van de grootste pijporgels ter wereld. Het is het orgel van de rooms-katholieke Christ Cathedral, die tot 2013 bekendstond als Crystal Cathedral, bekend van het televisieprogramma Hour of Power.

## Geschiedenis

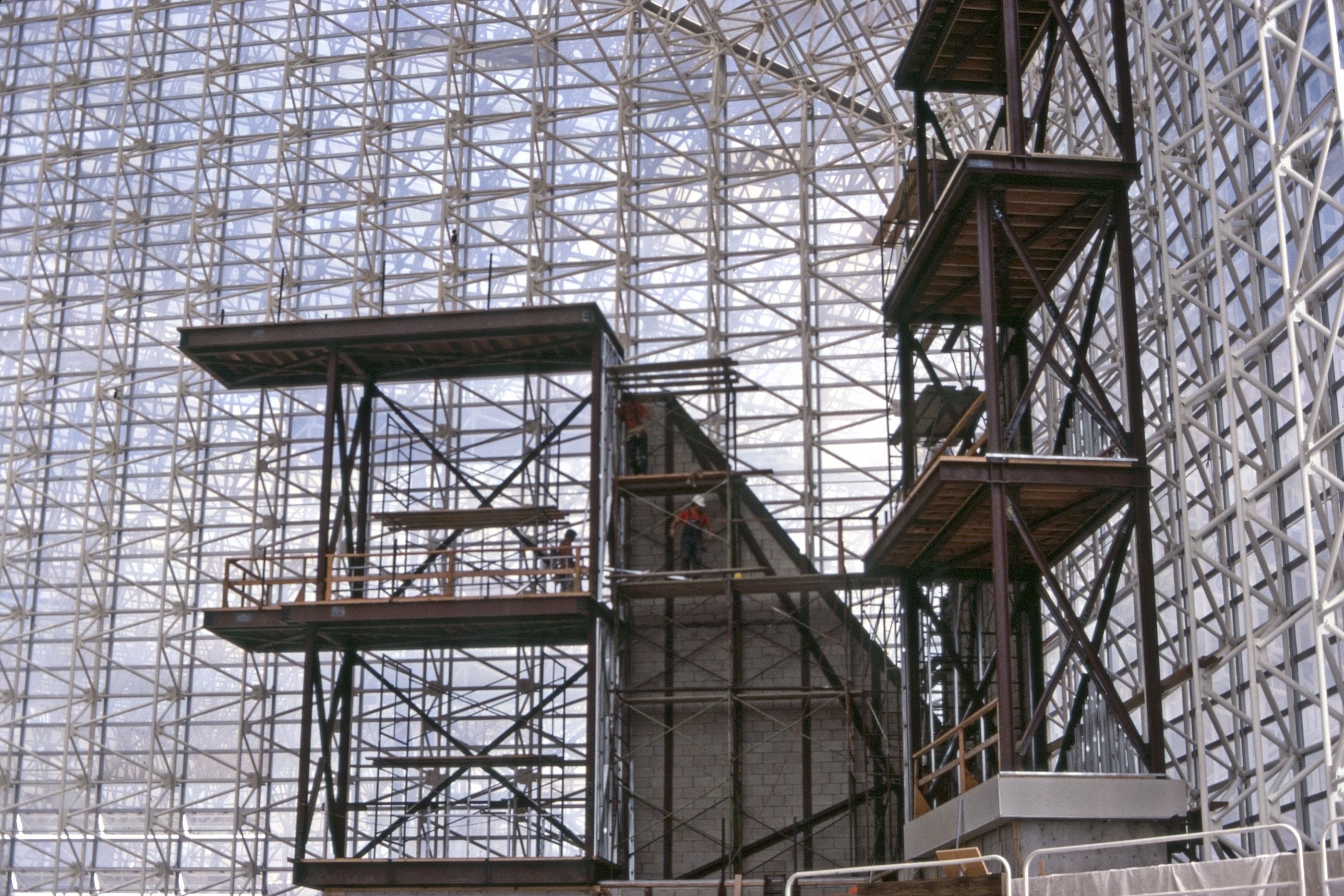
Bouw van het orgel

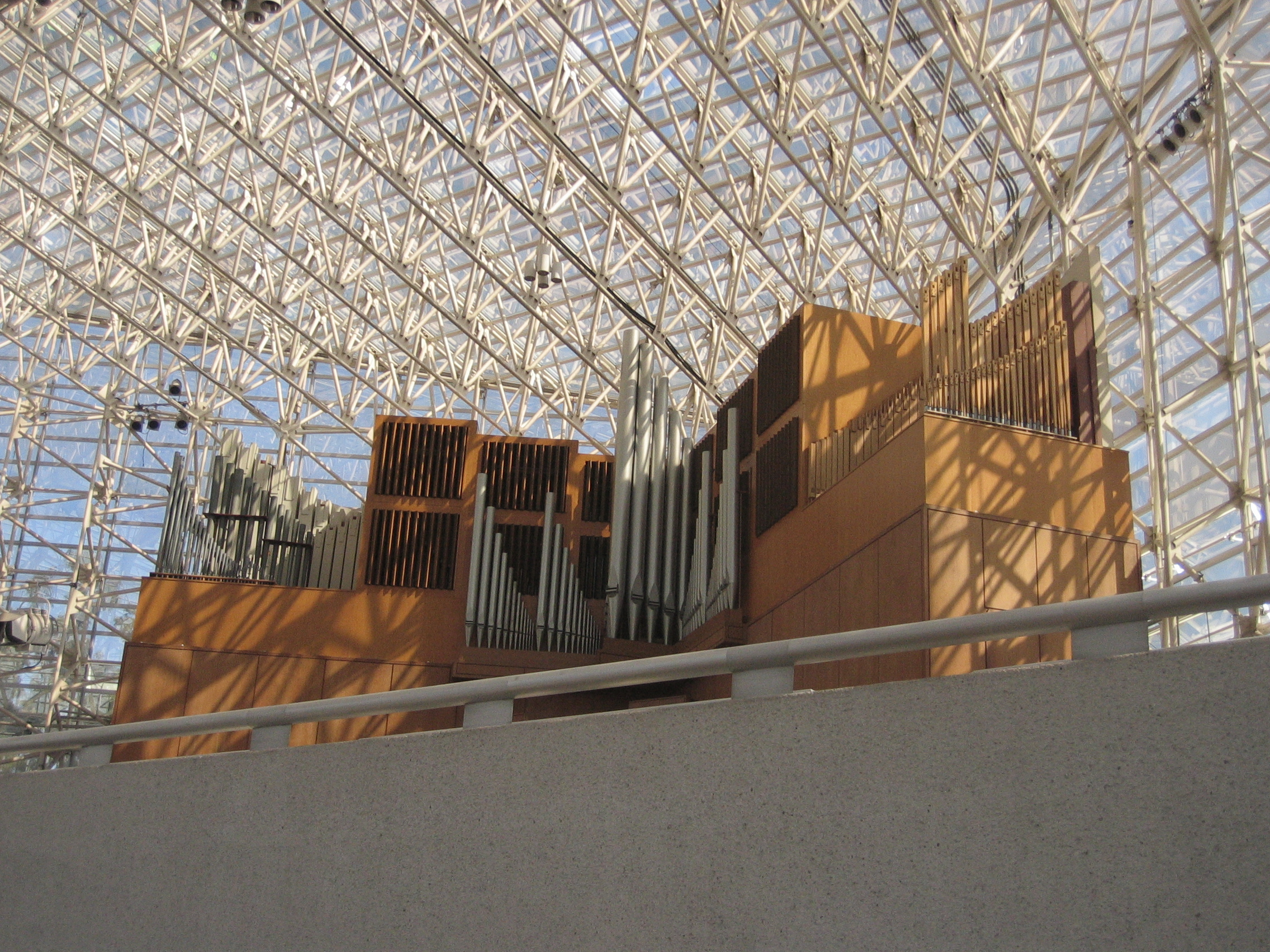
Galerij-orgel

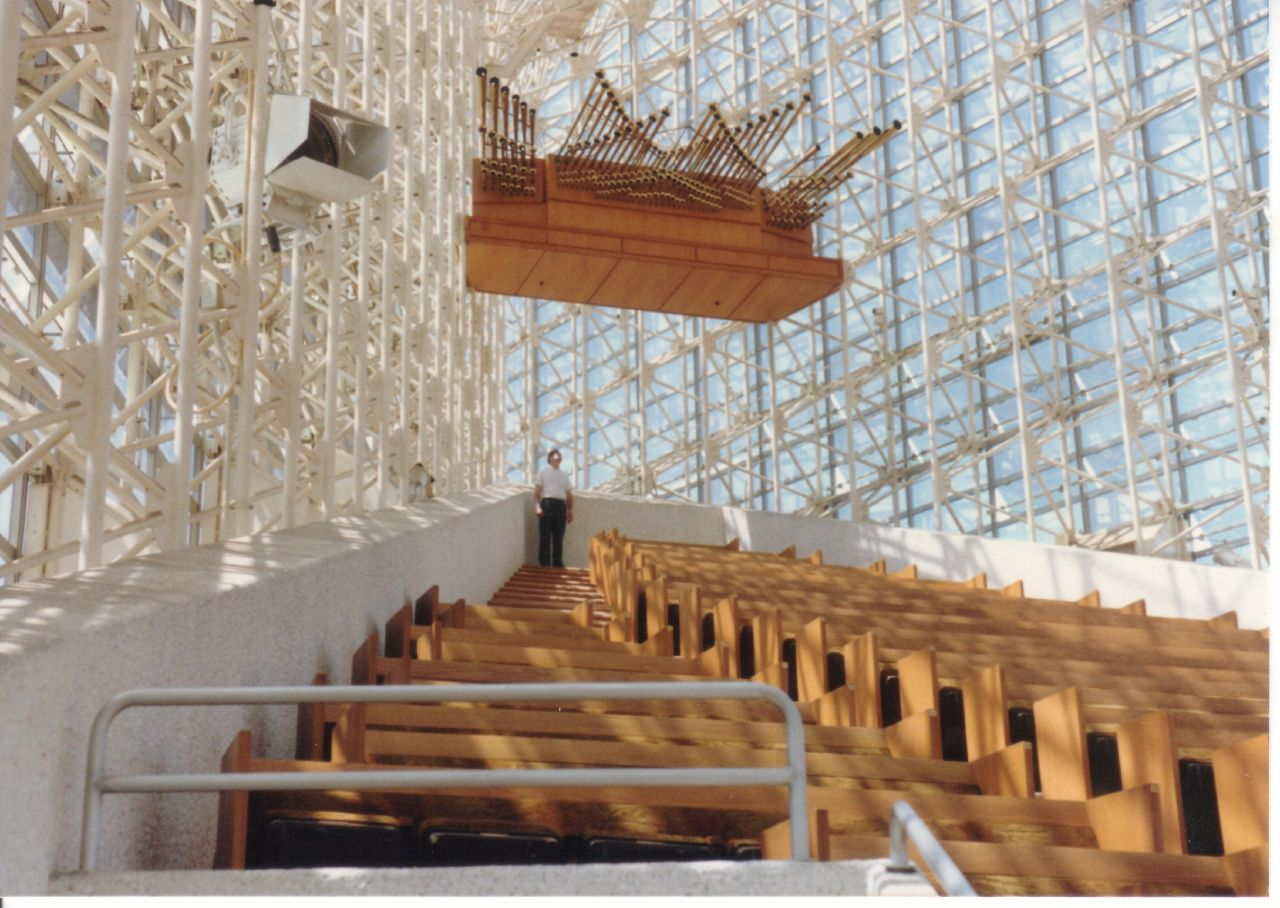
Zwevend orgel boven galerij

Het orgel werd gebouwd door de Italiaanse orgelbouwer Fratelli Ruffatti, in opdracht van de toenmalige Crystal Cathedral-gemeente en werd gefinancierd door Hazel Wright, een vaste kijker van het programma Hour of Power, dat vanuit deze kerk werd uitgezonden. Wright doneerde 2 miljoen dollar voor de bouw van het orgel. In het uiteindelijke orgel werden 2 bestaande orgels opgenomen, namelijk het 100 registers tellende Aeolian-Skinner orgel uit het Lincoln Center in New York en het Ruffatti-orgel met 94 registers uit 1977 van het vorige kerkgebouw in Garden Grove. Ruffatti gebruikte voor de bouw specificaties van organist Virgil Fox. Het orgel kwam in 1982 gereed.
In 2013 moesten door financiële problemen de uitzendingen van Hour of Power worden gestaakt en kwam de kerk in handen van het rooms-katholieke bisdom Orange. Het orgel werd in februari 2014 ontmanteld en naar Padua verscheept voor restauratie in de werkplaats van Fratelli Ruffatti. Het zal worden teruggeplaatst wanneer de restauratiewerkzaamheden aan de kerk zijn afgerond. Dit was gepland voor eind 2018. Uiteindelijk wordt het orgel op 15 mei 2020 ingewijd.

## Het orgel
Na uitbreidingen onder leiding van de eerste organist Frederick Swann omvatte het in 2008 270 registers 31 digitale registers en 16.061 pijpen die bespeelbaar waren vanaf twee vijfklaviers speeltafels: bij het hoofdorgel en bij het galerij-orgel.
De registers zijn verdeeld over 16 werken, die verspreid door de kerk zijn aangebracht:
| Werk             | Positie                                                      |
| ---------------- | ------------------------------------------------------------ |
| I Choir          | tweede laag, oostelijke toren                                |
| II Great         | derde laag, westelijke toren                                 |
| II Gallery Great | galerij-orgel, westzijde                                     |
| II Hoofdwerk     | eerste laag, oostelijke toren                                |
| III Swell        | in zwelkast, eerste laag, westelijke en oostelijke toren     |
| III Borstwerk    | eerste laag, westelijke toren                                |
| IV Solo          | tweede laag, westelijke toren                                |
| V Celestial      | in zwelkast, galerij-orgel, westzijde                        |
| V Positiv        | vierde laag, oostelijke toren                                |
| String           | in zwelkast, zwevend boven westelijke galerij                |
| Gospel           | zwevend boven oostelijke galerij                             |
| Epistle          | zwevend boven westelijke galerij                             |
| Echo             | in zwelkast, zwevend op 40 meter hoogte boven middenpad      |
| Percussion       | verdeeld over Choir, Positiv, Gallery, Great, Celestial      |
| Pedal            | tweede laag, westelijke toren; vierde laag, oostelijke toren |
| Gallery Pedal    | galerij-orgel, oostzijde en midden                           |

### Dispositie
| I Choir                            |       |  |
| Gemshorn                           | 16′   |  |
| Viola Pomposa                      | 8′    |  |
| Viola Céleste                      | 8′    |  |
| Cor de Nuit                        | 8′    |  |
| Flauto Dolce                       | 8′    |  |
| Flauto Céleste                     | 8′    |  |
| Prinzipal                          | 4′    |  |
| Koppelflöte                        | 4′    |  |
| Rohrnasat                          | 2/3′  |  |
| Prinzipal                          | 2′    |  |
| Zauberflöte                        | 2′    |  |
| Tierce                             | 13/5′ |  |
| Larigot                            | 1/3′  |  |
| Scharff IV                         |       |  |
| Fagotto                            | 16′   |  |
| Petite Trompette                   | 8′    |  |
| Clarinet                           | 8′    |  |
| Fagotto (Fagotto 16′)              | 4′    |  |
|                                    |       |  |
| Tremulant                          |       |  |
|                                    |       |  |
| Millennial Trumpet (Gallery Great) | 8′    |  |
| Harp                               | 8′    |  |
| Celesta                            | 4′    |  |
| Zimbelstern                        |       |  |

| II Great                |       |
| Montre                  | 16′   |
| Kontra Geigen           | 16′   |
| Bourdon                 | 16′   |
| Diapason                | 8′    |
| Principal Major         | 8′    |
| Principal               | 8′    |
| Flûte harmonique        | 8′    |
| Spitzflöte              | 8′    |
| Spitz Céleste           | 8′    |
| Gross Quinte            | 51/3′ |
| Oktave                  | 4′    |
| Oktav                   | 4′    |
| Flûte Ouverte           | 4′    |
| Flûte a Cheminée        | 4′    |
| Gross Tierce            | 31/5′ |
| Quinte                  | 2/3′  |
| Sesquialtera II         |       |
| Jeu de Tierce II        |       |
| Super Octave            | 2′    |
| Fifteenth               | 2′    |
| Blockflöte              | 2′    |
| Grand Fourniture II-VII |       |
| Ripieno IV              |       |
| Mixture IV-VI           |       |
| Cimbalo IV              |       |
| Zimbel III-V            |       |
| Contre Trompette        | 16′   |
| Posaune                 | 16′   |
| Fagotto (Choir)         | 16′   |
| Trompette               | 8′    |
| Trompete                | 8′    |
| Clairon                 | 4′    |
| Chimes                  |       |
| Cembalo                 |       |

| II Gallery Great                |      |
| Grande Montre (Gallery Pedal)   | 16′  |
| Holz Principal                  | 8′   |
| Holzgedeckt                     | 8′   |
| Octave                          | 4′   |
| Koppelflöte                     | 4′   |
| Fifteenth                       | 2′   |
| Nineteenth                      | 1/3′ |
| Twenty-Second                   | 1′   |
| Fourniture V                    |      |
| Zimbel IV                       |      |
| Contra Trompette                | 16′  |
| Trompette                       | 8′   |
| Clairon                         | 4′   |
| Millennial Trumpet (en chamade) | 8′   |
| Herald Trumpet (Solo)           | 8′   |

| II Hoofdwerk |        |
| Praestant    | 8′     |
| Holpijp      | 8′     |
| Quintadeen   | 8′     |
| Octaaf       | 4′     |
| Fluit        | 4′     |
| Super Octaaf | 2′     |
| Mixtuur V    | 1 1/3' |
| Scherp IV    | 2/3'   |
| Bazuin       | 16′    |
| Trompet      | 8′     |

| III Swell            |       |
| Flûte Courte         | 16′   |
| Quintadena           | 16′   |
| Gambe (digital)      | 16′   |
| Gambe (digital)      | 8′    |
| Montre               | 8′    |
| Principal            | 8′    |
| Viole de Gambe       | 8′    |
| Viole Céleste        | 8′    |
| Erzahler             | 8′    |
| Erzahler Céleste     | 8′    |
| Flûte Couverte       | 8′    |
| Bourdon              | 8′    |
| Flauto Dolce         | 8′    |
| Prestant             | 4′    |
| Octave               | 4′    |
| Flûte à Pavillon     | 4′    |
| Cor de Nuit          | 4′    |
| Nazard               | 2/3′  |
| Doublette            | 2′    |
| Flûte à Bec          | 2′    |
| Tierce               | 13/5′ |
| Larigot              | 1/3′  |
| Piccolo              | 1′    |
| None                 | 8/9′  |
| Plein jeu III        |       |
| Ripieno V            |       |
| Cymbale III          |       |
| Bombarde             | 16′   |
| Contre Trompette     | 16′   |
| Basson               | 16′   |
| Première Trompette   | 8′    |
| Deuxième Trompette   | 8′    |
| Hautbois d’Orchestre | 8′    |
| Hautbois             | 8′    |
| Voix Humaine         | 8′    |
| Première Clairon     | 4′    |
| Deuxième Clairon     | 4′    |
| Cornet V             |       |
|                      |       |
| Tremulant            |       |

| III Borstwerk  |     |
| Roerfluit      | 8′  |
| Speelfluit     | 4′  |
| Gemshoorn      | 2′  |
| Tertiaan II    |     |
| Terzcymbel III |     |
| Buntcymbel III |     |
| Baarpijp       | 16′ |
|                |     |
| Tremulant      |     |

| IV Solo                            |      |
| Enclosed:                          |      |
| Gambe                              | 8′   |
| Gambe Celeste                      | 8′   |
| Flauto Heroique (Celestial)        | 8′   |
| Doppelflöte                        | 8′   |
| Major Octave                       | 4′   |
| Orchestral Flute                   | 4′   |
| Quinte Flûte                       | 2/3′ |
| Octave                             | 2′   |
| Harmonics VI                       |      |
| Gross Fourniture III               |      |
| Cymbel IV                          |      |
| English Post Horn                  | 16′  |
| (from English Post Horn 8′)        |      |
| Trompette Harmonique               | 8′   |
| English Post Horn                  | 8′   |
| English Horn                       | 8′   |
| French Horn                        | 8′   |
| Clairon Harmonique                 | 4′   |
|                                    |      |
| Not enclosed:                      |      |
| Flûte d’Arvella (Pedal)            | 8′   |
| Tuba Magna                         | 16′  |
| Herald Trumpet                     | 8′   |
| Millennial Trumpet (Gallery Great) | 8′   |
| Tuba Mirabilis                     | 8′   |
| Tuba Clairon                       | 4′   |
|                                    |      |
| Tremulant                          |      |

| V Celestial         |     |
| Bourdon Doux        | 16′ |
| Flauto Dolce        | 16′ |
| Principal           | 8′  |
| Viola Pomposa       | 8′  |
| Viola Céleste       | 8′  |
| Flauto Dolce        | 8′  |
| Flauto Céleste      | 8′  |
| Flûte à Cheminée    | 8′  |
| Principal           | 4′  |
| Italian Principal   | 4′  |
| Flûte Traversière   | 4′  |
| Sesquialtera II     |     |
| Doublette           | 2′  |
| Octavin             | 2′  |
| Plein jeu V         |     |
| Cymbale IV          |     |
| Jeu de Clochette II |     |
| Contre Trompette    | 16′ |
| Ranquette           | 16′ |
| Trompette           | 8′  |
| Cor Anglais         | 8′  |
| Cromorne            | 8′  |
| Voix Humaine        | 8′  |
| Cor de Schuller     | 4′  |
| Chalumeau           | 4′  |
|                     |     |
| Tremulant           |     |

| V Positiv             |      |
| Bourdon (Great)       | 16′  |
| Principal             | 16′  |
| Rohrflöte             | 8′   |
| Prinzipal             | 8′   |
| Spillflöte            | 4′   |
| Oktav                 | 4′   |
| Larigot               | 2′   |
| Sifflöte              | 1/3′ |
| Scharff IV            |      |
| Terz Zimbel III       |      |
| Fagotto (Choir)       | 16′  |
| Krummhorn             | 8′   |
| Rohr Schalmei         | 4′   |
|                       |      |
| Tremulant             |      |
|                       |      |
| Tuba Mirabilis (Solo) | 8′   |

| String              |     |
| Viola               | 16′ |
| Viola Céleste       | 16′ |
| Dulciana            | 8′  |
| Unda Maris          | 8′  |
| Salicional          | 8′  |
| Voix Céleste        | 8′  |
| Dulcett             | 8′  |
| Dulcett Céleste     | 8′  |
| Dulciana Céleste    | 8′  |
| Muted Viole 1       | 8′  |
| Viole 1 Céleste     | 8′  |
| Muted Viole 2       | 8′  |
| Viole 2 Céleste     | 8′  |
| Violoncello         | 8′  |
| Violoncello Céleste | 8′  |
| Rohrpfeife          | 8′  |
| Nachthorn           | 4′  |
|                     |     |
| Tremulant           |     |

| Gospel               |     |
| Principal            | 8′  |
| Octave               | 4′  |
| Super Octave         | 2′  |
| Mixture IV           |     |
| Trompette en Chamade | 16′ |
| Trompette en Chamade | 8′  |
| Trompette en Chamade | 4′  |

| Epistle              |     |
| Principal            | 8′  |
| Octave               | 4′  |
| Mounted Cornet V     |     |
| Mixture V            |     |
| Trompette en Chamade | 16′ |
| Trompette en Chamade | 8′  |
| Trompette en Chamade | 4′  |
| Trompette en Chamade | 2′  |

| Echo             |      |
| Fern Flute       | 8′   |
| Vox Amorosa      | 8′   |
| Voix Séraphique  | 8′   |
| Chœur des Violes | 8′   |
| Divinare         | 4′   |
| Rohr Nasat       | 2/3′ |
| Oboe d’Amore     | 8′   |
| Anthropoglossa   | 8′   |
|                  |      |
| Tremulant        |      |

| Percussion C–                    |    |
| Tower Carillon                   |    |
| Harp (Choir)                     | 8′ |
| Celesta (Choir)                  | 4′ |
| Glockenstern (Positiv)           |    |
| Etoile de Grand Martin (Gallery) |    |
| Chancel Chimes (Choir, Great)    |    |
| Gallery Chimes (Celestial)       |    |
| Rosignol on Pedal I (Gallery)    |    |

| Pedal                           |        |
| La Force                        | 64′    |
| (Ext. Double Diapason 32′)      |        |
| Diapason                        | 32′    |
| Kontra Geigen                   | 32′    |
| (Ext. Great: Kontra Geigen 16′) |        |
| Contre Gambe (Swell)            | 32′    |
| Diapente Grave                  | 211/3′ |
| Diapason                        | 16′    |
| Contre Basse                    | 16′    |
| Contra Basso                    | 16′    |
| Principal (Great)               | 16′    |
| Geigen (Great)                  | 16′    |
| Montre (Great)                  | 16′    |
| Principal                       | 16′    |
| Bourdon                         | 16′    |
| Subbasso                        | 16′    |
| Gemshorn (Choir)                | 16′    |
| Flûte Courte (Swell)            | 16′    |
| Quintadena (Swell)              | 16′    |
| Quint                           | 102/3′ |
| Octave                          | 8′     |
| Principal                       | 8′     |
| Violone                         | 8′     |
| Geigen                          | 8′     |
| (Ext. Geigen 16′)               |        |
| Spitzflöte                      | 8′     |
| Principal (Positiv)             | 8′     |
| Bourdon                         | 8′     |
| (Bourdon 16′)                   |        |
| Bordone                         | 8′     |
| (Ext. Subbasso 16′)             |        |
| Gemshorn                        | 8′     |
| (Ext. Choir: Gemshorn 16′)      |        |
| Flûte Courte                    | 8′     |
| (Ext. Swell: Flûte Courte 16′)  |        |
| Octave Quinte                   | 51/3′  |
| Choralbass                      | 4′     |
| Octave                          | 4′     |
| Principal (Positiv)             | 4′     |
| Spillflöte                      | 4′     |
| Spireflöte                      | 4′     |
| Octave                          | 2′     |
| Spindleflöte                    | 2′     |
| (Ext. Spindleflöte 4′)          |        |
| Fourniture IV                   |        |
| Ripieno VI                      |        |
| Acuta II                        |        |
| Grand Cornet IV                 |        |
| Kontra Posaune                  | 32′    |
| Contra Fagotto                  | 32′    |
| Posaune                         | 16′    |
| Contre Trompette (Great)        | 16′    |
| Bombarde (Swell)                | 16′    |
| Basson (Swell)                  | 16′    |
| English Post Horn (Solo)        | 16′    |
| Fagotto (Choir)                 | 16′    |
| Trompette                       | 8′     |
| Trompette                       | 8′     |
| Fagotto                         | 8′     |
| (Ext. Choir: Fagotto 16′)       |        |
| Krummhorn (Positiv)             | 8′     |
| Klarine                         | 4′     |
| (Ext. Trompette 8′)             |        |
| Trompete                        | 4′     |
| (Ext. Trompette 8′)             |        |
| Rohr Schalmei (Positiv)         | 4′     |
| Zink (Positiv)                  | 2′     |
| Contra Bourdon (Electronic)     | 32′    |

| Gallery Pedal                    |     |
| Untersatz                        | 32′ |
| Montre le Tour                   | 16′ |
| Open Wood                        | 16′ |
| Bourdon                          | 16′ |
| Bourdon Doux (Celestial)         | 16′ |
| Viola (String)                   | 16′ |
| Viola Céleste (String)           | 16′ |
| Prestant                         | 8′  |
| Bourdon                          | 8′  |
| Viola Céleste II                 | 8′  |
| (Ext. String: Violo Céleste 16′) |     |
| Bas de Choral                    | 4′  |
| Mixture                          | 2′  |
| Grand Harmoniques                | 32′ |
| Contra Bombarde                  | 32′ |
| Bombarde                         | 16′ |
| Contra Trompette (Celestial)     | 16′ |
| Trumpet                          | 8′  |
| Millennial Trumpet (Great)       | 8′  |
| Clarion                          | 4′  |